# Cyklopenten
Cyklopenten är ett omättat cykliskt kolväte med summaformeln C5H8.